# جاك ميلر (متزحلق جبال الألب)
جاك ميلر (بالإنجليزية: Jack Miller)‏ هو متزحلق جبال الألب أمريكي، ولد في 20 مارس 1965.

## وصلات خارجية
- جاك ميلر على موقع الاتحاد الدولي للتزلج (التزلج على المنحدرات الثلجية) (الإنجليزية)
- جاك ميلر على موقع أوليمبيديا (الإنجليزية)